# فرنسيس ماريون
فرنسيس ماريون (بالإنجليزية: Francis Marion)‏ هو سياسي أمريكي، ولد في فبراير 1732 في جورجتاون في الولايات المتحدة، وتوفي بنفس المكان في 26 فبراير 1795. انتخب عضو مجلس ولاية كارولاينا الجنوبية.

## معرض صور

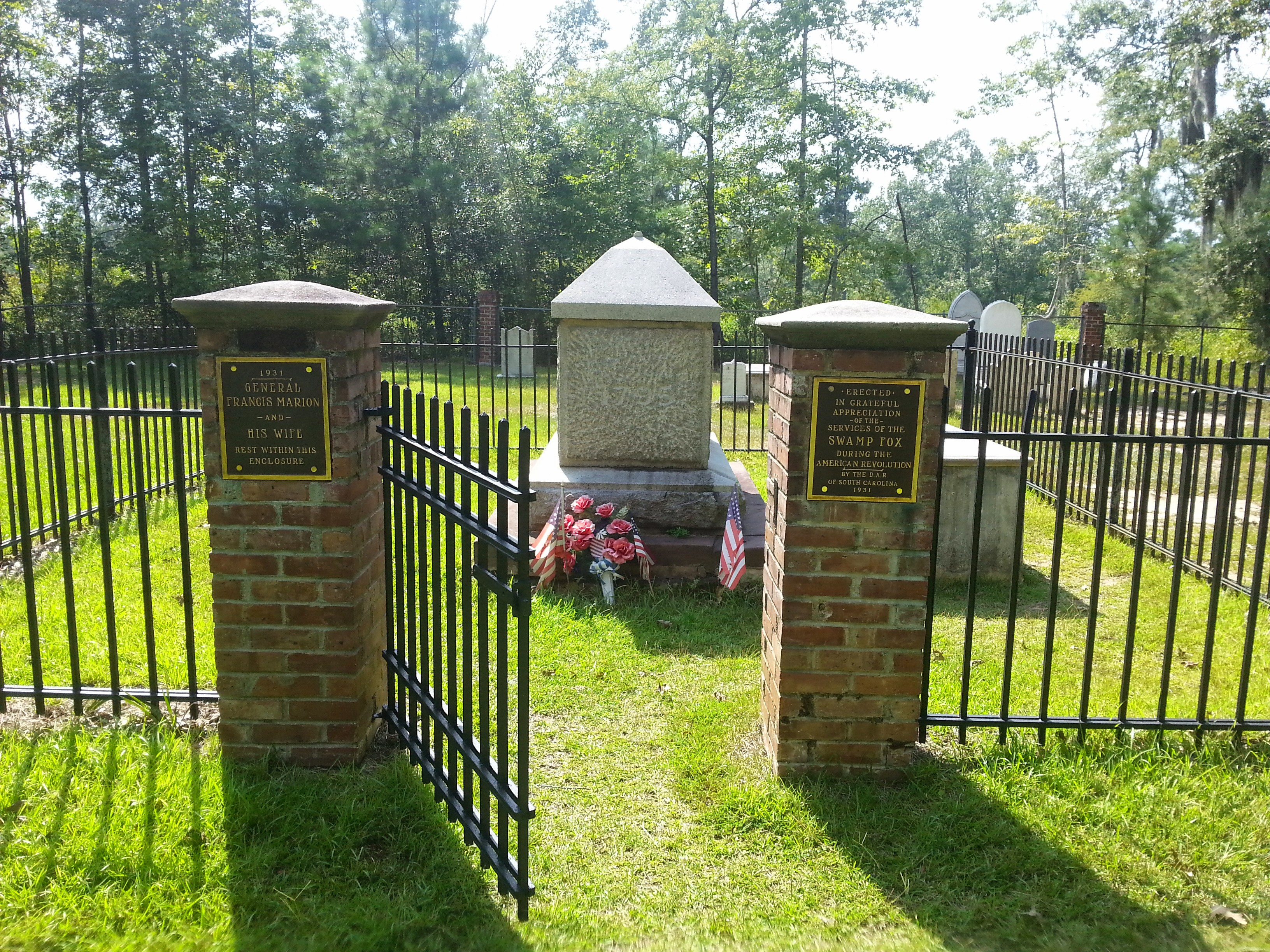
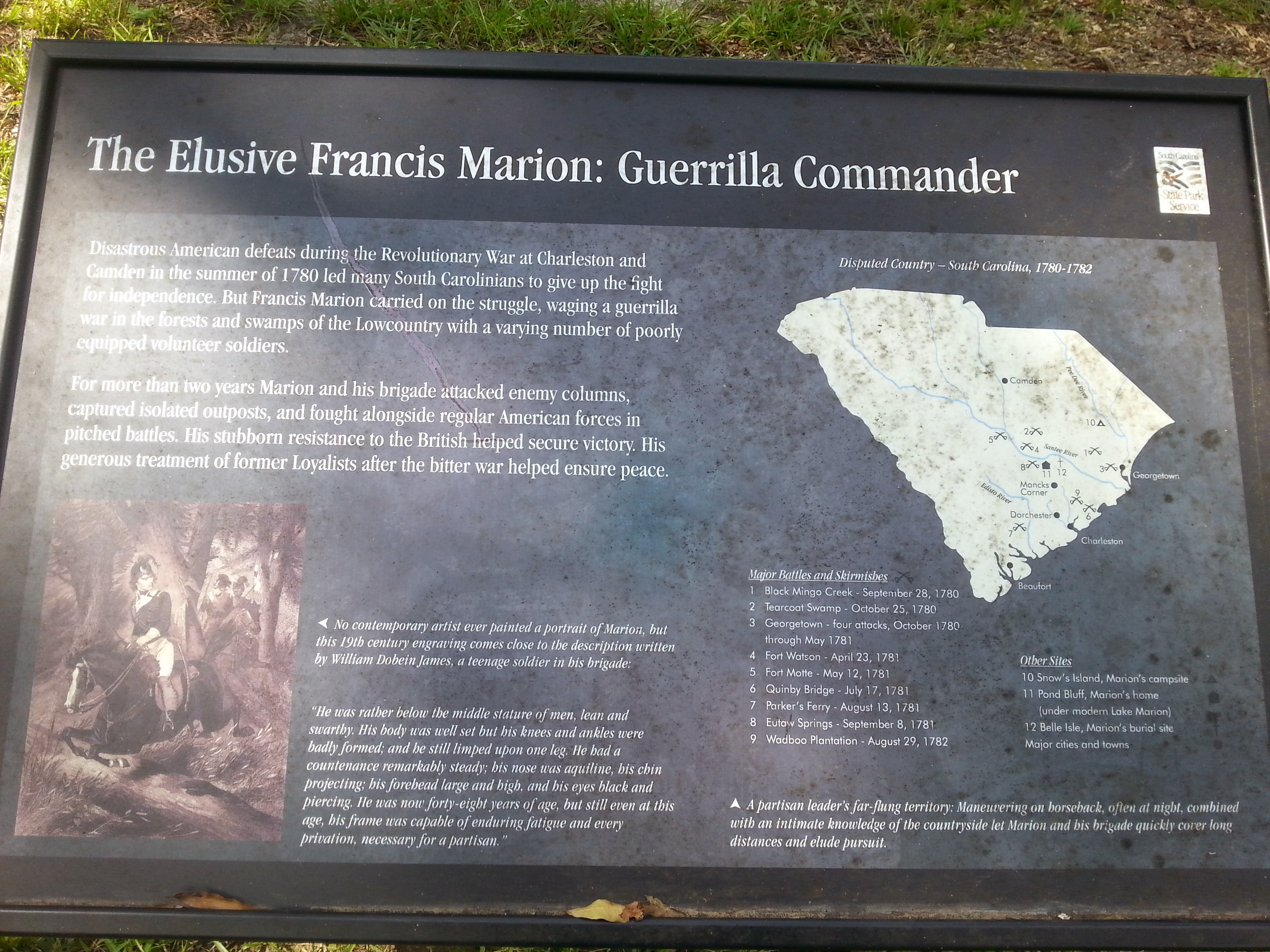
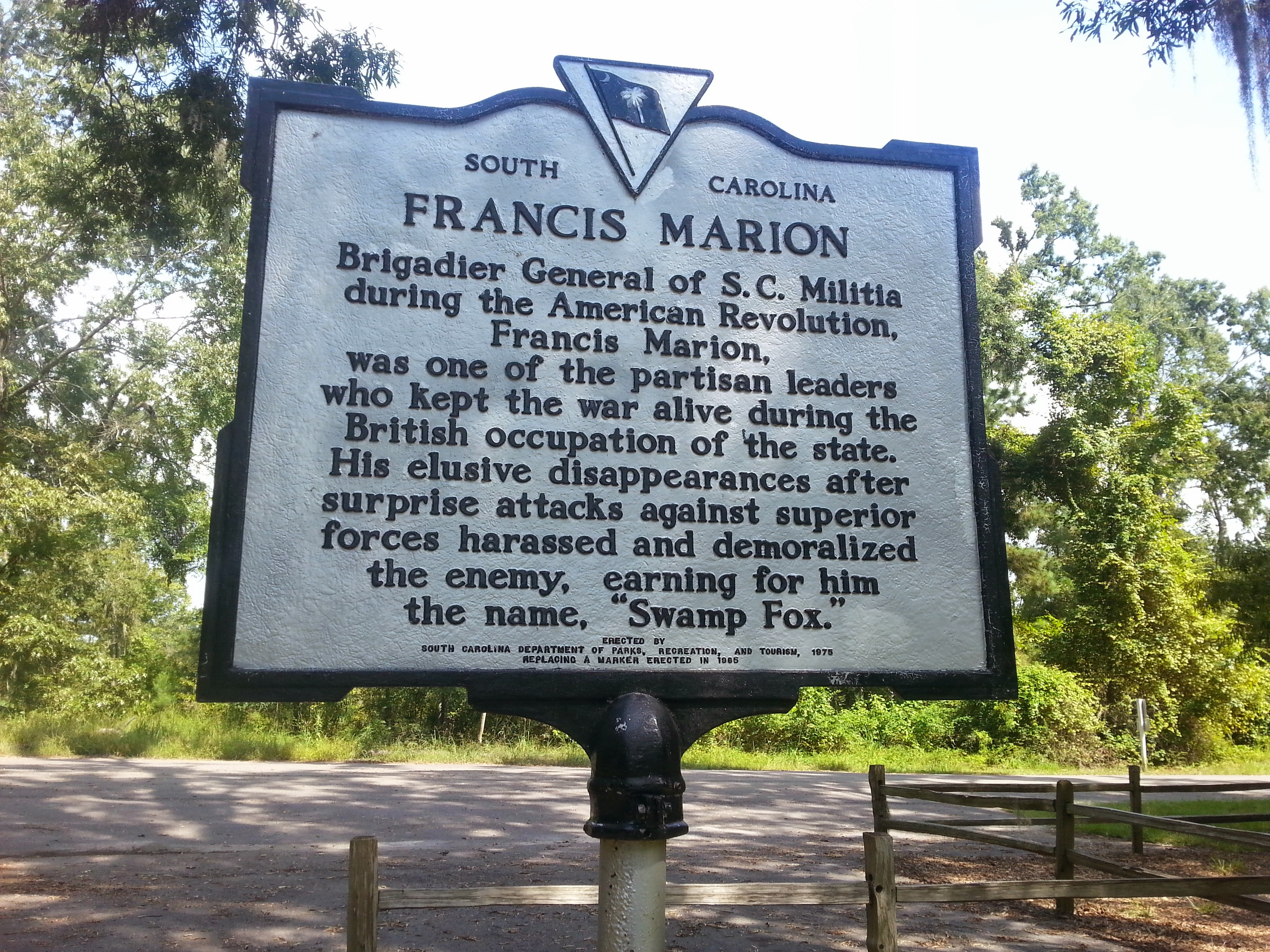
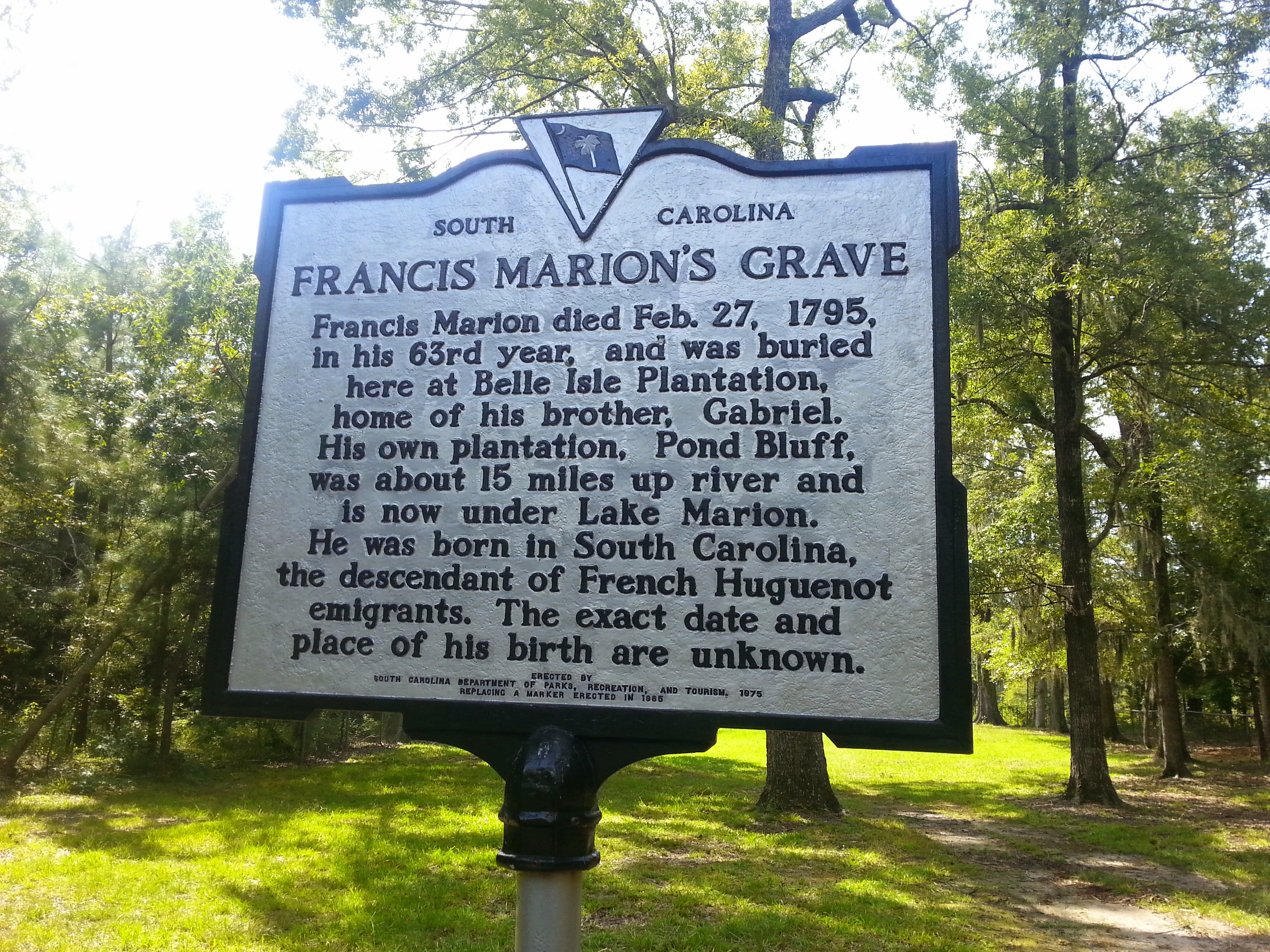
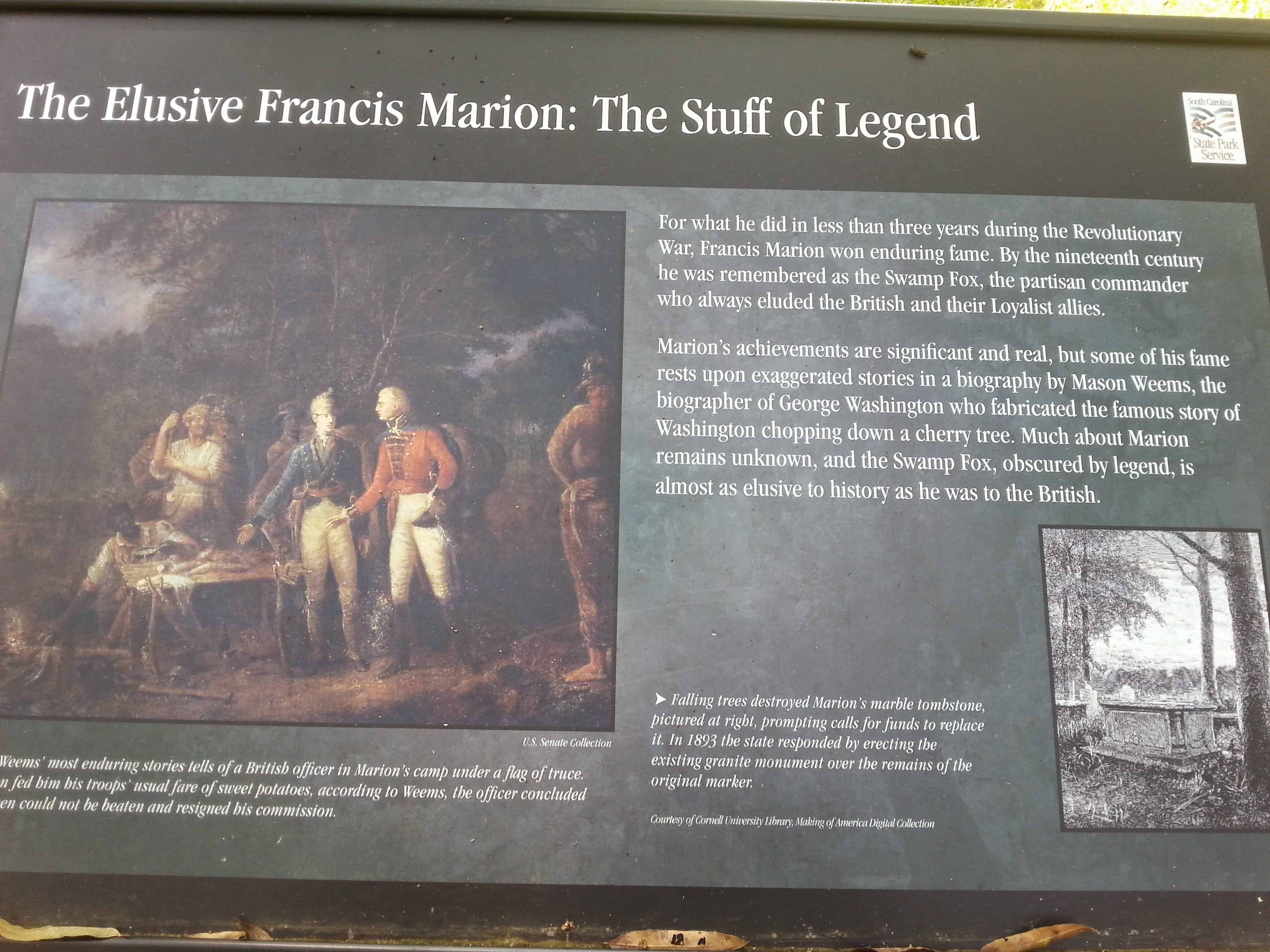
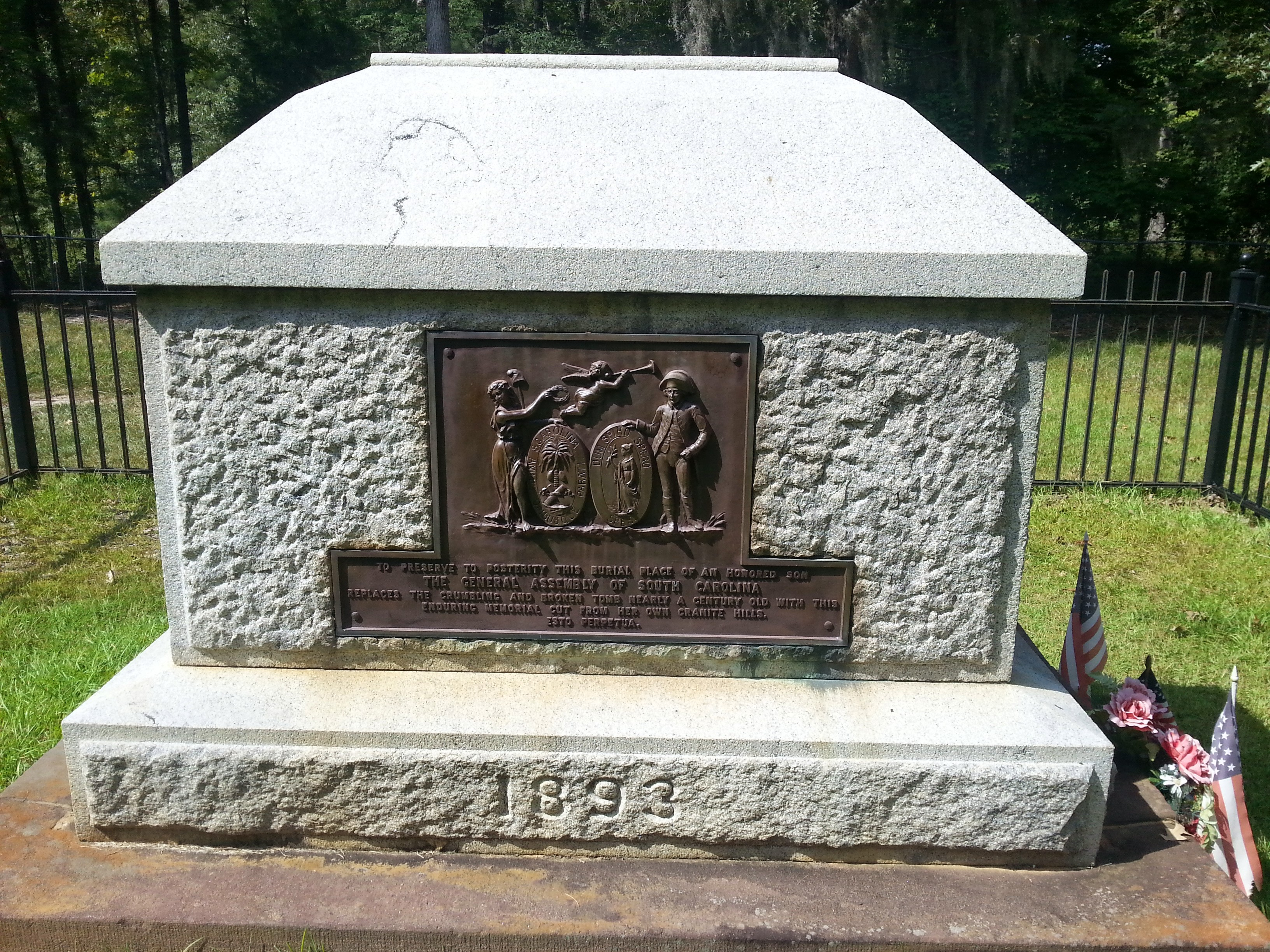

## روابط خارجية
- فرنسيس ماريون على موقع الموسوعة البريطانية (الإنجليزية)
- فرنسيس ماريون على موقع إن إن دي بي (الإنجليزية)